# Francisco Largo Caballero
Francisco Largo Caballero (Madrid, 15 d'octubre de 1869 - París, 23 de març de 1946) va ser un sindicalista i polític marxista espanyol, històric dirigent del Partit Socialista Obrer Espanyol i de la Unió General de Treballadors. Durant la Segona República Espanyola va ser ministre de Treball (1931–1933) durant el seu primer bienni, i president del Govern (1936–1937) ja durant la Guerra Civil.

## Els primers anys: l'«obrer conscient» (1869-1893)

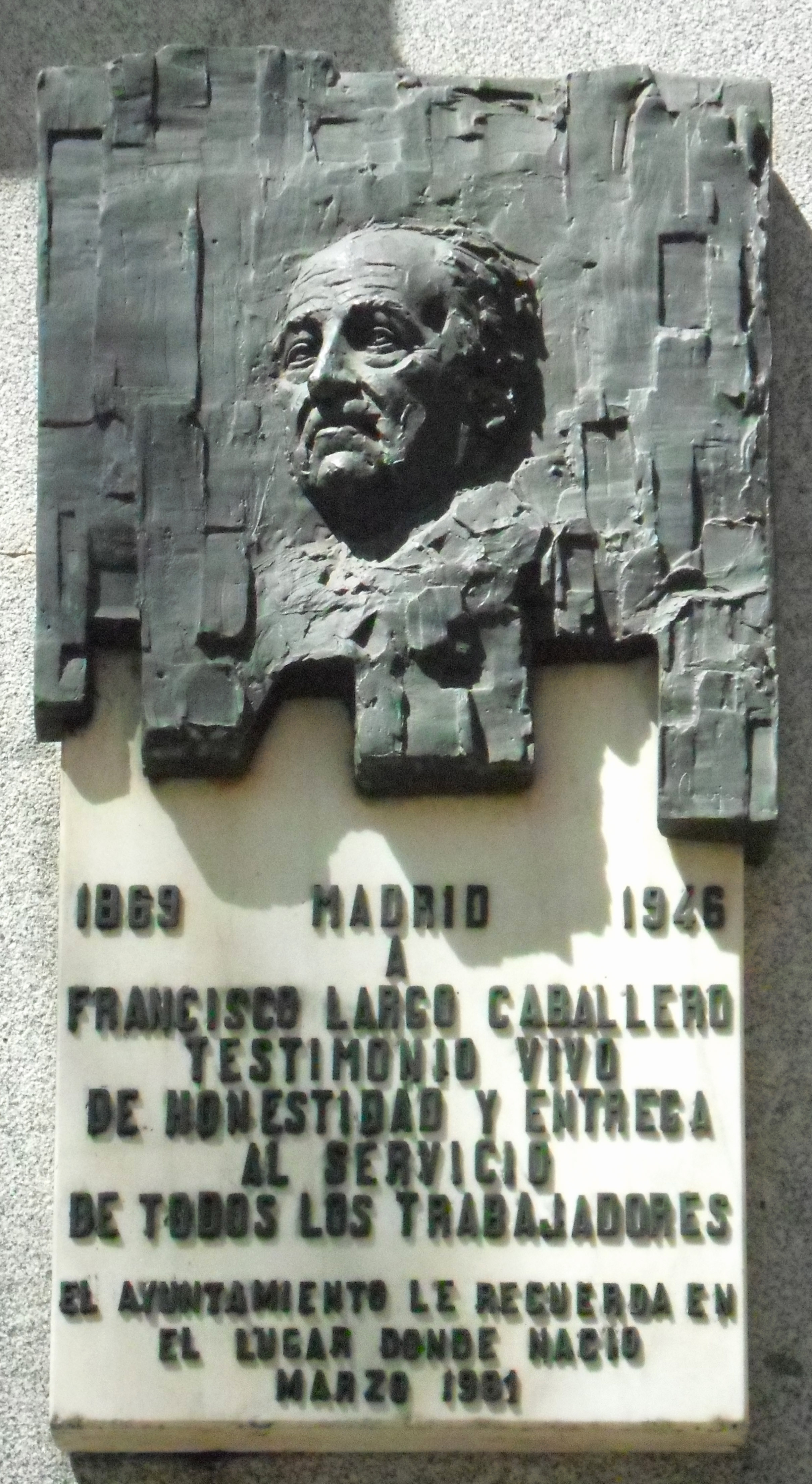
Placa commemorativa en el lloc on es trobava la casa natal madrilenya de Largo Caballero.

Va néixer el 15 d'octubre de 1869 en una golfa del número 9 de la Plaça Vella del barri madrileny de Chamberí. El seu pare, Ciriaco Largo, era un fuster natural de Toledo que havia emigrat a Madrid l'any anterior a la recerca de treball. Allí va conèixer i es va casar amb Antonia Caballero, una criada domèstica nascuda a Brihuega (província de Guadalajara). El matrimoni va durar molt poc temps perquè l'esposa va denunciar al seu marit davant el jutge per maltractaments i va aconseguir el divorci a principis de 1871 aprofitant la legislació recentment aprovada sobre la matèria després del triomf de la Revolució de 1868. Antonia Caballero va tornar al seu antic ofici de minyona i mare i fill van viure grans penúries. Quan li van oferir un treball una mica més ben pagat en una fonda o hotel de Granada s'hi va traslladar amb el seu fill. Francisco, d'uns cinc anys, va ingressar llavors al Col·legi dels Escolapis de Granada. A l'any següent van tornar a Madrid i van tornar a viure a casa d'un familiar de la mare, a la mateixa Plaça Vieja de Chamberí, i el nen va ser a l'Escola Pia de San Antón de Madrid. Però un any després, «els mateixos frares escolapis van manifestar a la seva mare que en tenir ja set anys havia de començar a treballar». A partir d'aquest moment Francisco, amb poc més de tres anys d'instrucció escolar, va començar a buscar treball com a aprenent «per guanyar el pa que menjava», com va recordar molt de temps després.
Després de treballar en una fàbrica de cartrons, en un taller d'enquadernació i en una cordilleria –on un ruc li va colpejar quan el conduïa l'abeurador, causant-li «una ferida en la cella de la qual li va quedar petjada tota la vida»–, amb nou anys va començar d'aprenent d'estucador, que era un ofici molt especialitzat, ja que es tractava d'aplicar una capa d'escaiola fina, l'estucat, a les parets interiors de pisos i cases de qualitat –«cases confortables»– i que estava en auge a causa del creixement que estava experimentant Madrid en aquells anys. Va començar guanyant 3 pessetes al dia i aviat va guanyar 4, «que per a aquell temps no era certament un jornal baix» –un paleta guanyava llavors 2 pessetes per unes 11 hores de treball al dia, que era la jornada mitjana; i no existia el descans dominical–. L'ofici d'estucador seria el que exerciria durant els trenta-dos anys següents de la seva vida, ja que els primers càrrecs que va exercir en la UGT i en el PSOE no estaven remunerats. I durant la meitat d'aquest temps va viure amb la seva mare fins que va morir en 1896, quan Largo Caballero tenia vint-i-cinc anys. En aquell moment ja era un consumat oficial estucador i des dels disset anys treballava amb dos ajudants. Però era un treball estacional pel que quan no rebia encàrrecs, va haver d'exercir altres oficis com a venedor de verdures o com a obrer de la construcció, guanyant molt menys –al voltant d'1,50 pessetes al dia–.
El seu primer contacte amb el moviment obrer organitzat va tenir lloc en 1890 quan amb tot just vint anys va tenir coneixement que s'havia celebrat a Madrid la Festa del Primer de Maig organitzada per la Unió General de Treballadors i el Partit Socialista Obrer Espanyol i durant la qual havia pronunciat un discurs el president d'ambdues organitzacions, Pablo Iglesias. Això va ser el que el va impulsar a afiliar-se a la UGT —passa que va donar en aquest mateix any 1890, amb 21 anys— ingressant en la societat de paletes «El Trabajo», ja que llavors no existia cap societat d'estuquistes, encara que poc després gràcies a una intensa labor de captació entre els seus companys d'ofici va aconseguir fundar la Societat d'Estuquistes integrada en la Unió. Va ser en l'acte de fundació d'aquesta societat quan va sentir parlar Pablo Iglesias per primera vegada, les paraules de la qual «exposant els avantatges de l'organització obrera», segons va afirmar el mateix Largo Caballero, «van produir en la meva intel·ligència el mateix efecte que la llum en les tenebres». Cap a 1890 la UGT, fundada en 1888 i que estav a punt de celebrar el seu II Congrés, era un sindicat molt petit, amb tot just 4.000 afiliats arreu d'Espanya. Tres anys després, el 9 de març de 1893, ingressava també en el Partit Socialista Obrer Espanyol. Com ha assenyalat el seu més recent biògraf, Julio Aróstegui, «quan quedaven pocs anys per a l'entrada al nou segle, Caballero s'havia convertit ja, definitivament, en un obrer conscient. […] La classe, l'acció de classe com a absoluta i exclusiva, seria ja en la vida i en el pensament de Caballero el motor primordial, base de totes les seves decisions, creences i... quimeres. […] Ell mateix ho ha deixat escrit:».
| « | Es va produir un canvi radical en la meva vida. Vaig abandonar tota diversió i distracció que no tingués un objectiu natural o instructiu. Vaig lliurar totes les energies físiques i intel·lectuals que podia disposar a la defensa i propaganda de l'ideal voluntàriament abraçat. | » |

Però Largo Caballero mai va ser un obrer «il·lustrat» –només havia anat a escola dels quatre als set anys–. Va aprendre de forma autodidacta alguns conceptes bàsics del marxisme de fullets i dels articles que apareixien a El Socialista. Del mateix Marx només citava el Manifest Comunista i la Crítica del programa de Gotha, i de Karl Kautsky, el principal ideòleg marxista de la Segona Internacional, El programa d'Erfurt. Mai va citar Lenin. Per això, segons el seu biògraf Julio Aróstegui, el qualificatiu que millor defineix la ideologia socialista de Largo Caballero és el de «pablista», perquè els escrits del cap i fundador de la UGT i del PSOE, Pablo Iglesias, de qui es considerava un deixeble avantatjat, foren sempre la referència determinant en el pensament de Largo Caballero.

## L'ascens del dirigent obrer (1893-1918)

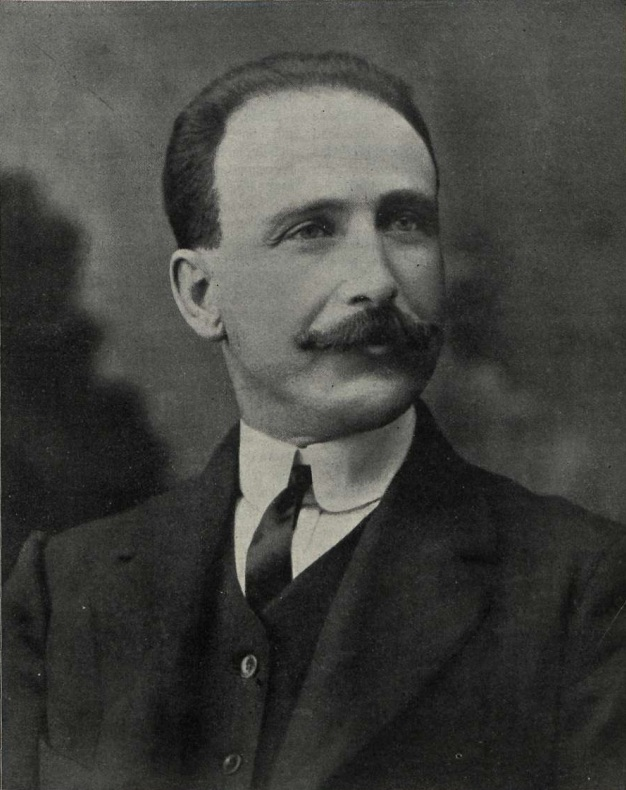
Fotografia de Largo Caballero publicada el 1911

Des de la fundació de la Societat d'Estuquistes, que es va denominar «La Solidaridad», Largo Caballero va ser el seu president. El seu primer càrrec en la Unió General el va obtenir en 1899 quan va ser nomenat vicetresorer, encara que va seguir exercint l'ofici d'estucador. Aquest mateix any va aconseguir el seu primer càrrec polític en el Partit Socialista Obrer quan arran del seu V Congrés va passar a formar part com a vocal del Comitè Nacional presidit per Pablo Iglesias, encara que aquest lloc deixaria d'exercir-lo després de la celebració del VI Congrés el 1902 i no el tornaria a ocupar fins a 1915 al X Congrés.
El 1904 va passar a formar part com a vocal obrer en representació de la UGT del recentment creat Institut de Reformes Socials, organisme del que serà membre fins a la seva desaparició i al que dedicarà molt temps i esforç doncs la participació en formava part de la «tàctica intervencionista» que propugnaven Pablo Iglesias i Largo Caballero –que els socialistes havien d'estar presents en tots els organismes oficials relacionats amb la «qüestió social» para des d'allí lluitar per la millora de les condicions de vida i treball dels obrers a través de la intervenció de l'Estat–. A l'any següent va formar part de la candidatura socialista a l'Ajuntament de Madrid, i fou escollit regidor pel districte de Chamberí, juntament amb Pablo Iglesias i Rafael García Ormaechea, i poc després, el 27 de gener de 1907, era elegit president de l'Agrupació Socialista Madrilenya, càrrec que ostentaria fins a 1919. Així mateix va ocupar la presidència de la Casa del Pueblo de Madrid, on va estar el seu despatx sindical durant anys i va impulsar les activitats societàries lligades al sindicat, la Cooperativa Socialista de Consum i, sobretot, la Mutualitat Obrera Madrilenya –que oferia serveis mèdico-farmacèutics i funeraris– de la qual fou president i gerent.
A la fi de 1905, amb 37 anys, va deixar definitivament el seu ofici d'estucador per poder-se dedicar enterament a la regidoria de l'Ajuntament de Madrid i per consell de l'Agrupació Socialista Madrilenya que li va pagar a partir de llavors un «subsidi» de 50 pessetes setmanals, que va ser la primera vegada que va cobrar alguns diners de les organitzacions socialistes a les quals pertanyia. Així mateix va poder dedicar-se també plenament a l'activitat sindical, perquè no li tornés a ocórrer el que més d'una vegada li havia passat, i que Largo Caballero li agradava explicar: que el governador civil de Madrid el va treure amb urgència de l'obra on treballava, sense donar-li temps a canviar-se, perquè mitjancés en una vaga de forners. Vivia llavors en un cinquè pis d'un edifici del barri de Chamberí, juntament amb altres dues famílies, amb la seva esposa Isabel Álvarez Fernández, amb qui probablement s'havia casat cap a 1890 i amb la qual va tenir un fill a l'any següent, Ricardo Largo Álvarez, però dels quals se sap molt poc perquè Largo Caballero mai va parlar d'aquests. El 1909 Largo Caballero va contreure un nou matrimoni amb Concepción Calvo, amb qui va tenir tres filles i un fill, nascuts entre 1912 i 1919. El 1914, quan feia cinc anys que no era regidor, va aconseguir la llicència per construir una molt modesta casa unifamiliar en la Dehesa de la Villa on es va traslladar a viure amb la seva segona família.
Després de l'elecció com a regidor el 1905 – el que repetiria en quatre ocasions més, en una de les quals també va ser diputat provincial – el següent salt qualitatiu en la seva trajectòria de dirigent obrer es va produir el 1908 quan al IX Congrés de la UGT va ser escollitt vicepresident, al costat de Pablo Iglesias com a president. A l'any següent va ser condemnat a sis anys i un dia de presó per un consell de guerra per haver presidit un míting en contra de la Guerra del Marroc –protestes que desencadenarien els successos de la Setmana Tràgica a Barcelona– i per haver posat a casa seva cartells «revolucionaris». No obstant això el Consell Superior de Guerra i Marina va anul·lar la condemna. El 1910 va resultar elegit diputat pel districte de Chamberí de Madrid, el líder de la UGT i del PSOE Pablo Iglesias gràcies a la candidatura conjunta que havia presentat amb els republicans, coalició a la qual fins llavors Iglesias s'hi havia oposat.
El 1910 i 1911 es va viure un alt grau de conflictivitat social a Espanya que va culminar amb la declaració al setembre de 1911 d'una vaga general per UGT, el Comitè Nacional De la qual va estar presidit per Largo Caballero per estar absent Pablo Iglesias. La resposta del govern de José Canalejas y Méndez va ser declarar l'estat de guerra, clausurar la Casa del Pueblo i detenir diversos dirigents socialistes, entre ells Largo Caballero –Pablo Iglesias no va ser detingut perquè el protegia la immunitat parlamentària–. Va ser en aquells moments conflictius quan va tenir lloc la primera intervenció pública de Largo Caballero – concretament en un míting celebrat a la Casa del Pueblo en defensa de la vaga dels miners de Biscaia i en contra de la repressió que havia exercit contra ells el govern de José Canalejas – al que van seguir uns altres, que van tenir un ampli ressò en la premsa socialista. Aquesta creixent activitat d'UGT va portar al govern de Canalejas a plantejar-se la seva il·legalització, la qual cosa, entre altres raons, va provocar la dimissió dels deu vocals obrers de l'Institut de Reformes Socials, entre els quals es trobava Largo Caballero. Quan a la fi de 1912 el president Canalejas va ser assassinat per un anarquista, es va pretendre incriminar Pablo Iglesias, i Largo Caballero va escriure articles encesos en la seva defensa.
Fins a la Primera Guerra Mundial la UGT va experimentar un creixement important, perquè va passar de 56.000 afiliats el 1904 a 128.000 el 1914, encara que en els quatre anys següents va sofrir una lleugera reculada –en finalitzar la guerra el 1918 els afiliats s'havien reduït a 89.000–. Precisament en els anys de la «Gran Guerra», en la qual Espanya es va mantenir neutral, es va produir l'acció política i sindical més important duta a terme fins llavors pel socialisme espanyol –«una de les pàgines més glorioses del proletariat espanyol», segons Largo Caballero–: la vaga general de 1917, emmarcada en la crisi de 1917, en la qual Largo Caballero hi va tenir un important protagonisme, que el portaria l'any següent a ocupar el càrrec de secretari general de la Unió General.
El 14 d'agost de 1917, l'endemà d'iniciar-se la vaga general, els quatre membres del Comitè de Vaga –Largo Caballero i Daniel Anguiano per UGT i Julián Besteiro i Andrés Saborit Colomer pel PSOE– van ser detinguts. Fracassat el moviment, van ser sotmesos a un consell de guerra acusats del delicte de sedició, declarats culpables, condemnats a cadena perpètua el 29 de setembre de 1917 i conduïts al penal de Cartagena. Es va desencadenar llavors una àmplia campanya popular de solidaritat amb els condemnats que no va obtenir cap resultat, fins que el PSOE els va incloure en les llistes de l'Aliança d'Esquerres per a les eleccions generals de febrer de 1918, resultant escollits els quatre al costat de Pablo Iglesias i Indalecio Prieto. L'elecció com a diputats va obligar el govern a concedir-los l'amnistia el 8 de maig de 1918 i van prendre possessió dels seus escons deu dies després.

## Secretari general d'UGT i membre de l'Executiva del PSOE (1918-1923): l'escissió comunista
Al XIII Congrés de la UGT celebrat a l'octubre de 1918 Largo Caballero va resultar triat secretari general, mentre que el seu anterior càrrec de vicepresident el va passar a ocupar Julián Besteiro, mantenint-se en la presidència un ancià i malalt Pablo Iglesias, conegut cada vegada més com «el Abuelo». Al mes següent es va celebrar l'XI Congrés del PSOE en el qual Caballero va ser escollit per formar part com a vocal del nou òrgan de direcció del partit que es va denominar Comissió Executiva –que també s'havia creat en UGT amb el nom de «Comissió Executiva del Comitè Nacional»–. Aquests dos càrrecs els va haver de compaginar amb el de diputat a Corts i amb el de vocal obrer de l'Institut de Reformes Socials, que va quedar integrat en el nou Ministeri de Treball creat al maig de 1920. En ambdues institucions, i en mítings i en articles de premsa, Largo Caballero va defensar la tàctica de l'«intervencionisme», és a dir, la pressió i la participació en totes les institucions de l'Estat que tinguessin a veure amb la «qüestió social» perquè s'aprovessin –i després es complissin– lleis socials que milloressin les condicions laborals i de vida de les classes treballadores, sense que això suposés renunciar a l'objectiu últim: el socialisme, la qual cosa significava la transformació completa de la societat. Aquests principis definits llavors constituirien la base del que durant la Segona República Espanyola s'anomenaria «caballerisme», i que alguns historiadors han definit com a «reformisme revolucionari». En un discurs pronunciat al parlament el 3 de juny de 1918, quan encara no havia estat escollit secretari general d'UGT, va definir així l'«intervencionisme»:
| « | Nosaltres, els representants del partit socialista, els demagogs, els intransigents, els pertorbadors, com se'ns ha anomenat aquí i se'ns està anomenant constantment, som partidaris de l'intervencionisme: considerem una necessitat que l'Estat intervingui en aquestes qüestions i desitgem que hi hagi una legislació social que vingui a millorar la condició de la classe obrera. | » |

La seva tasca principal com a secretari general d'UGT, que en dos anys va duplicar el nombre d'afiliats –passant de prop de 100.000 el 1918 a 200.000 el 1920, xifra que es mantindria la resta de la dècada–, va ser intentar aconseguir la unitat d'acció amb la CNT com a pas previ per «fusionar a tota la classe treballadora en una sola organització nacional», una proposta que s'havia aprovat al XIII Congrés d'UGT de 1918. Tot això enmig d'una conjuntura d'alta conflictivitat social com van ser els anys que van seguir al final de la Gran Guerra –a Madrid, protagonitzada per UGT, i a Catalunya i a Andalusia, durant l'anomenat Trienni Bolxevic, per la CNT–. No obstant això, aquesta iniciativa no va tenir èxit a causa de les diferències ideològiques –l'«apoliticisme» anarquista enfront de l'«intervencionisme» socialista– i estratègiques –entre altres, l'ús de la força de la CNT contra el pistolerisme a Catalunya, rebutjat pels socialistes– que separaven les dues organitzacions obreres, malgrat que el 3 de setembre de 1920 es va signar un pacte intersindical «per fer front a l'actuació reaccionària i repressiva que a Espanya realitzen els elements polítics i patronals», però aquest va durar només tres mesos a causa de la negativa d'UGT de secundar un atur del 50 per cent de la producció arreu d'Espanya com a resposta a la política repressiva del govern i especialment la del general Severiano Martínez Anido a Barcelona que des que en novembre hi havia estat nomenat governador civil havia deslligat un terrible persecució dels anarconsindicalistes que havia fet entrar en una nova fase al pistolerisme a Catalunya.
L'altre tema fonamental que va ocupar a Largo Caballero va ser la ruptura interna del socialisme espanyol a conseqüència del debat sobre la incorporació a la Tercera Internacional que acabaven de crear a Moscou els bolxevics de Lenin després del seu triomf en la Revolució d'Octubre de 1917. Largo Caballero va ser dels dirigents socialistes que més fermament es van oposar a la integració del PSOE i de la UGT en la Internacional Comunista i que finalment van aconseguir imposar-se a la minoria «tercerista», que va acabar abandonant el PSOE per fundar a l'abril de 1921 el Partit Comunista Obrer Espanyol (PCOE), amb Manuel Núñez de Arenas com a primer secretari general, i que seria un dels dos grups, juntament amb el Partit Comunista Espanyol sorgit d'una escissió de Joventuts Socialistes, que van fundar el Partit Comunista d'Espanya (PCE) aquest mateix any.

Bandera actual de l'OIT.

Per a reafirmar el caràcter socialista d'UGT –i del PSOE– Largo Caballero va participar activament en la creació dels organismes obrers internacionals hereus de la Segona Internacional, singularment de la Federació Sindical Internacional també coneguda com la «Internacional d'Amsterdam». També va participar en la conferència de Washington del 29 d'octubre al 29 de novembre de 1919 que va donar naixement a l'Organització Internacional del Treball (OIT) i en la qual va ser escollit membre del seu Consell d'Administració, col·laborant a partir de llavors molt estretament amb el seu secretari general, el francès Albert Thomas. Els viatges que va realitzar a Berna, Ámsterdam i Washington el 1919 van ser la primera vegada que sortia d'Espanya, «desconeixent idiomes».

## Col·laboració amb la Dictadura de Primo de Rivera i fractura del socialisme (1923-1930)
La «col·laboració» amb la Dictadura va ser objecte d'un dur debat intern en el si del PSOE i de la UGT, en el qual Largo Caballero, fidel a la seva tàctica de l'«intervencionisme», va advocar per la participació en les institucions de la Dictadura que tinguessin a veure amb la «qüestió social». Així la Comissió Executiva d'UGT va aprovar la concurrència a les eleccions per a membres obrers dels Comitès Mixts o Paritaris que la Dictadura havia creat per regular les relacions laborals, i la del PSOE i UGT la participació en les eleccions locals que s'anaven a celebrar –encara que aquestes mai van tenir lloc– segons la forma de representació corporativa instaurada pel nou Estatut Municipal recentment aprovat pel Directori. En totes aquestes decisions sempre es va trobar amb l'oposició d'Indalecio Prieto.

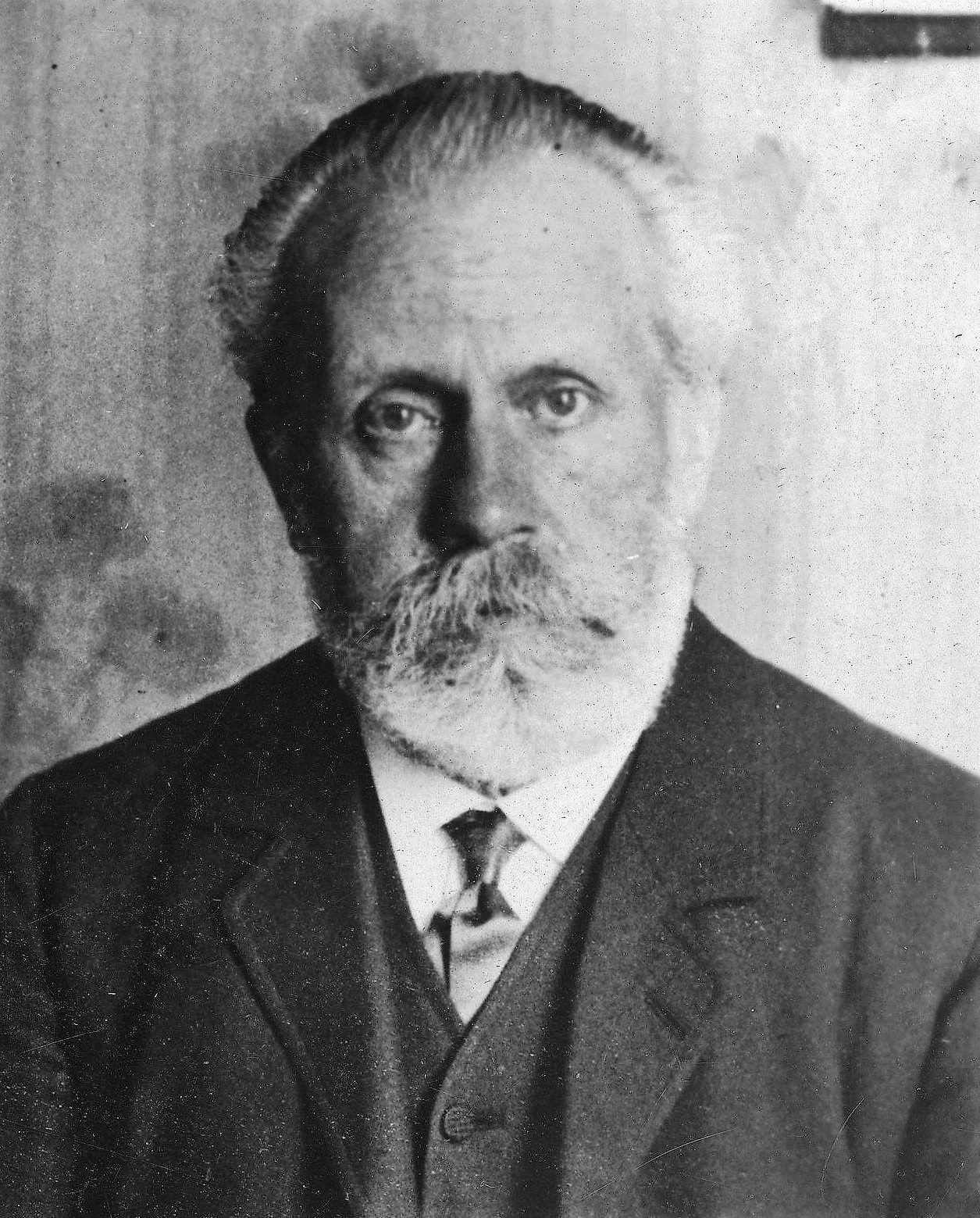
Pablo Iglesias uns anys abans de la seva mort el 1925

La ruptura dels socialistes es va consumar quan a l'octubre de 1924 Largo Caballero, secretari general d'UGT i membre de l'Executiva del PSOE, va acceptar la proposta dels seus companys vocals obrers del Consell Superior de Treball, Comerç i Indústria –al que la Dictadura havia adscrit l'Institut de Reformes Socials al qual pertanyia Largo Caballero des de feia molts anys– de ser el seu representant en el reformat i ampliat Consell d'Estat que tindria una representació dels patrons i dels treballadors. L'entrada de Largo Caballero en el Consell d'Estat va deslligar una tempesta política en el si del socialisme espanyol. Fernando de los Ríos Urruti i Indalecio Prieto van considerar un «greu error» la decisió perquè suposava «augmentar, amb gravíssim dany per al prestigi del Partit Socialista, l'equívoc d'una col·laboració...». Com tant els Comitès Nacionals d'UGT com del PSOE van recolzar majoritàriament la posició de Largo Caballero, Indalecio Prieto va dimitir el 25 d'octubre de 1924 del seu lloc en la Comissió Executiva del PSOE en senyal de protesta. Al XII Congrés del PSOE celebrat el 1928 Largo Caballero va justificar així la seva postura:
| « | Em sembla que seria un error que perquè hi ha dictadura, com si no la hi hagués, nosaltres abandonéssim els llocs de lluita... perquè quan més estreny l'enemic nosaltres hem de defensar-nos més | » |

En aquest context de ruptura interna es va produir la mort del fundador del partit i de la Unió General, de l'«Abuelo» Pablo Iglesias, el 9 de desembre de 1925. El seu lloc com a president del PSOE i de la UGT, el va ocupar Julián Besteiro, que en aquell moment recolzava la col·laboració amb la Dictadura propugnada per Largo Caballero.
En l'estiu de 1926 va sorgir un nou motiu de fractura interna quan es va conèixer la iniciativa de la Dictadura de formar un «Parlament Corporatiu», que finalment rebria el nom d'Assemblea Nacional Consultiva –el que suposaria arrumbar definitivament la Constitució espanyola de 1876–, proposta que Largo Caballero va defensar que s'estudiés, contra l'oposició enèrgica d'Indalecio Prieto que va afirmar que «el fet d'ingressar en aquesta assemblea substitutiva del Parlament seria, ho repeteixo sense eufemismes, un cas de traïció». Besteiro va defensar, per contra, acudir-hi «si per aquesta reforma es poden ocupar dignament llocs eficaços de lluita». Largo Caballero també va recolzar acudir a l'assemblea, però condicionant-ho a la forma com s'escollissin els seus membres. No obstant això, tots coincidien que la decisió havia de ser adoptada per un Congrés Extraordinari.

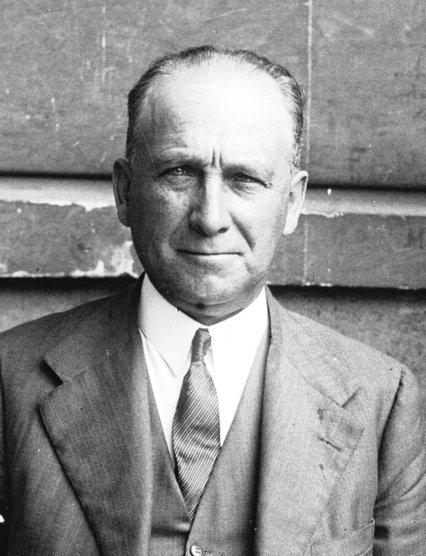
Largo Caballero el 1927

Quan el 12 de setembre de 1927 es va publicar el decret de convocatòria de l'Assemblea Nacional Consultiva es va conèixer que la representació en aquesta no seria corporativa sinó individual, reservant-se així el govern el nomenament de les persones que hi acudirien –s'impedia per tant que la UGT, si decidia acudir, escollís lliurement als seus representants–. Aquest fet va ser decisiu perquè els socialistes, a sengles Congressos Extraordinaris d'UGT i PSOE celebrats a l'octubre de 1927, decidissin no participar en l'Assemblea i els militants socialistes designats pel poder no hi van assistir. Va ser «el principi de la fi de la convivència, que no connivència, entre el moviment socialista espanyol i la Dictadura de Primo de Rivera».
La ruptura definitiva amb la Dictadura es va produir en l'estiu de 1929 quan es va rebutjar la nova oferta de Primo de Rivera feta a la UGT, no al PSOE, perquè designés lliurement a cinc representants que acudissin a l'Assemblea Nacional Consultiva, quan anava a discutir el Projecte de Constitució que s'hi havia presentat. Els socialistes després de criticar-la durament en un Manifest, van demanar llavors la convocatòria de Corts Constituents, assumint així la reivindicació més important de l'oposició republicana. Largo Caballero va considerar que la dictadura el 1929 es trobava en una situació insostenible pel que els avantatges de l'«intervencionisme» estaven esgotats. Segons Julio Aróstegui, el canvi de postura de Largo Caballero «no es tractava purament d'un viratge, sinó de considerar suïcida la posició de Besteiro».
Durant la Dictadura la majoritària Confederació Nacional del Treball va ser durament reprimida pel Govern, mentre que la col·laboració a la UGT no li va suposar un creixement de la seva afiliació. El 1922, un any abans del cop de Primo de Rivera, comptava amb 208.170 cotitzants i set anys després, el 1928, amb 208.531. El mateix va succeir amb el PSOE que el 1922 comptava amb 10.500 militants i el 1928 amb 13.000.

## La Segona República (1931-1936): ministre durant el primer bienni i cap de la Revolució de 1934

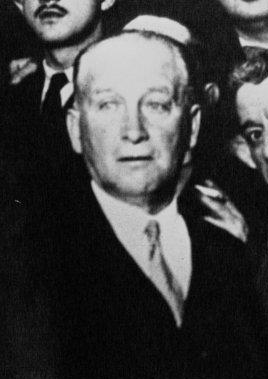
Francisco Largo Caballero el 1931

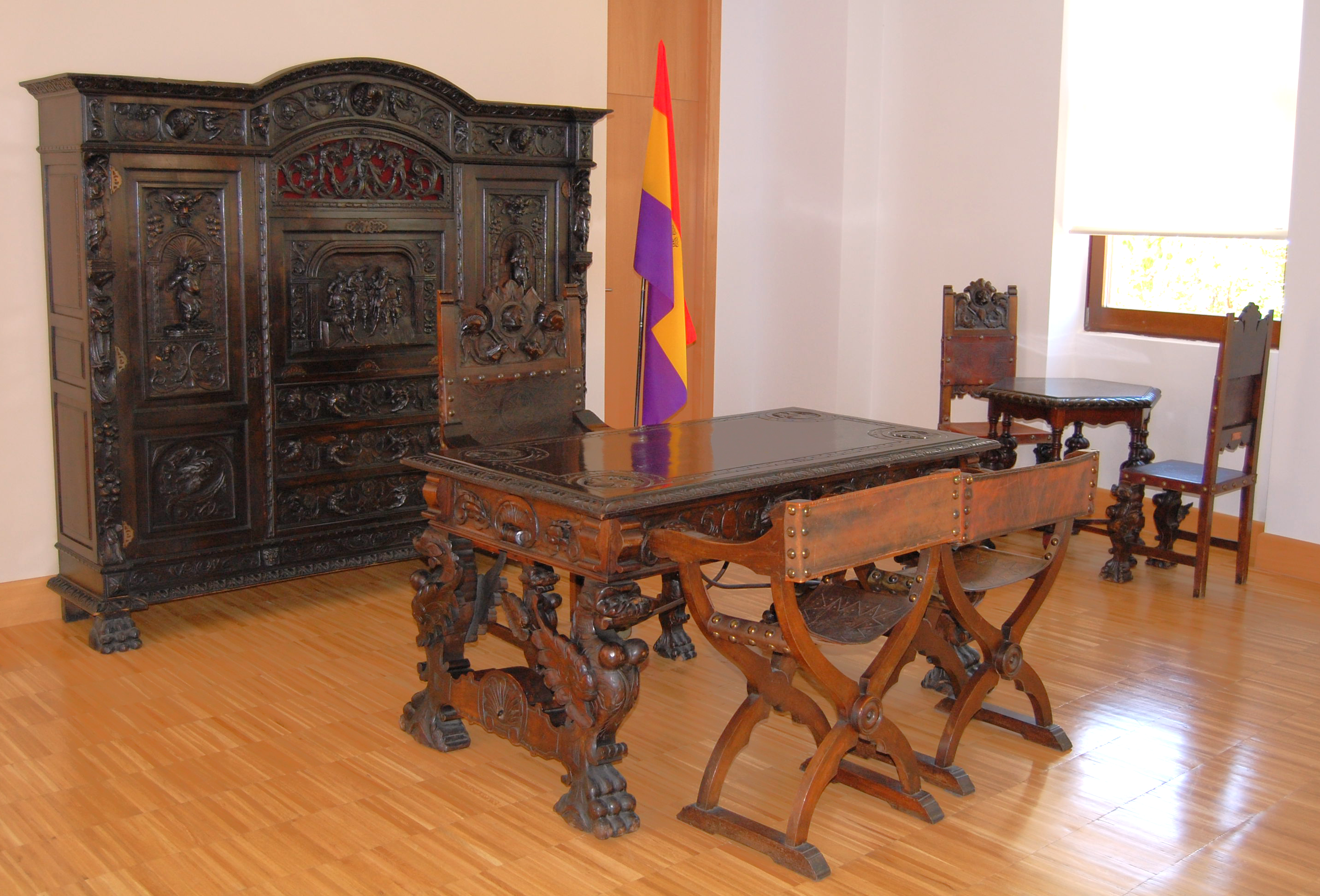
Despatx de Francisco Largo Caballero, conservat a Alcalá de Henares.

Com a membre del «Comitè revolucionari» republicano-socialista sorgit del Pacte de Sant Sebastià, després de la proclamació de la Segona República Espanyola el 14 d'abril de 1931 va formar part del Govern Provisional, ocupant el Ministeri de Treball, càrrec que va mantenir al govern del primer bienni presidit per Manuel Azaña, i des d'on va engegar importants reformes socials i laborals, com la Llei de Contractes de Treball, la jornada de 40 hores setmanals i la creació de jurats mixts per resoldre les controvèrsies laborals.
Després de la ruptura de la coalició republicà-socialista al setembre de 1933, va advocar per l'abandó de la «via parlamentària» en favor de la «via revolucionària» per aconseguir el socialisme, desplaçant als més moderats Prieto i Besteiro de la direcció de la UGT i del PSOE, posició que s'accentua després de la derrota de l'esquerra en les eleccions parlamentàries de 1933. En el discurs que va pronunciar a la plaça de toros de Jaén el 5 de novembre de 1933 durant un míting electoral va dir el següent:
| « | Jo, que puc dir que he recorregut tota l'escala política, que he estat regidor, diputat provincial, diputat a Corts i ministre, us dic que en deixar els càrrecs no he hagut de tornar a la classe obrera, perquè mai vaig sortir d'ella; m'ha bastat amb sostreure'm als afalacs i les comoditats personals, sabent que el meu lloc no podia estar més que en el camp obrer. Perquè la redempció de la Humanitat solament pot fer-la la classe obrera. | » |

Altres declaracions, mostren a la fi de 1933, un discurs cada vegada més guerracivilista i radicalitzat. «Es dirà: Ah aquesta és la dictadura del proletariat! Però és que vivim en una democràcia? Doncs què hi ha avui, més que una dictadura de burgesos? Se'ns ataca perquè anem contra la propietat. Efectivament. Anem a tirar a baix el règim de propietat privada. No ocultem que anem a la revolució social. Com? (Una veu en el públic: ‘Com a Rússia´). No ens espanta això. Anem, repeteixo, feia la revolució social… molt dubto que es pugui aconseguir el triomf dins de la legalitat. I en tal cas, camarades caldrà obtenir-ho per la violència… nosaltres responem: anem legalment cap a la revolució de la societat. Però si no voleu, farem la revolució violentament (Gran ovació). Això diran els enemics, és excitar a la guerra civil… Posem-nos en la realitat. Hi ha una guerra civil… No ens enceguem camarades. El que passa és que aquesta guerra no ha pres encara els caràcters cruents que, per fortuna o desgràcia, tindrà inexorablement que prendre. El 19 anem a les urnes… Però no oblideu que els fets ens portaran a actes en què hem de necessitar més energia i més decisió que per anar a les urnes. Excitació al motí? No, simplement dir-li a la classe obrera que ha de preparés… Hem de lluitar, com sigui, fins que a les torres i als edificis oficials onegi no la bandera tricolor d'una República burgesa, sinó la bandera vermella de la Revolució Socialista». El Socialista, 9 de novembre de 1933.
Després de l'entrada de tres ministres de la conservadora CEDA al Govern d'Alejandro Lerroux a l'octubre de 1934, compleix la seva amenaça que desencadenaria la «revolució socialista» si els «reaccionaris» arribaven al poder i encapçala la Revolució de 1934, que només es consolida a Astúries on la insurrecció va ser protagonitzada pels miners socialistes, anarquistes i comunistes. Els miners disposaven d'armes i dinamita i la revolució va estar ben organitzada. Es proclama en diverses localitats la República Socialista i s'ataca als llocs de la Guàrdia Civil, les esglésies, els ajuntaments, etc., estant als tres dies gairebé tota Astúries en mans dels miners, incloses les fàbriques d'armes de Trubia i La Vega. Als deu dies, uns 30.000 treballadors formen l'autodenominat Exèrcit Roig. Va haver-hi actes de pillatge i violència que foren causats per l'organització revolucionària. Però la repressió va ser molt dura on els revolucionaris van trobar resistència. Des del govern consideren que la revolta és una guerra civil en tota regla, encara desconeixent que els miners comencen a considerar a Mieres la possibilitat d'una marxa sobre Madrid.
Amb motiu de la seva implicació en la Revolució de 1934 és detingut i empresonat el 14 d'octubre. Les Corts a continuació concedeixen el suplicatori per poder ser processat donada la seva condició de diputat –el que comporta la immunitat parlamentària– i el 10 de novembre és imputat per la jurisdicció militar per un presumpte delicte de rebel·lió en grau de dirigent màxim. La seva defensa la va assumir el catedràtic de dret i també socialista, Luis Jiménez de Asúa que al febrer de 1935 va presentar un recurs perquè fos jutjat per la Sala Segona del Tribunal Suprem i no per un tribunal militar donada la seva condició de diputat i d'ex ministre. Denegat en principi el recurs finalment va ser aprovat. Fins a la celebració del judici oral al novembre de 1935 va seguir pres a la Presó Model de Madrid juntament amb altres companys de la direcció de la UGT i el PSOE, per la qual cosa les reunions de les Executives d'ambdues organitzacions es van realitzar allí. Només va aconseguir un permís de vint dies l'octubre de 1935 amb motiu de la greu malaltia de la seva esposa, Concepción Calvo, que moriria l'11 d'octubre en el sanatori de la Mutualitat Obrera Socialista, creada pel mateix Largo Caballero. A l'enterrament van assistir molts polítics, entre ells Miguel Maura Gamazo i Manuel Azaña.
El judici oral va començar el 25 de novembre i l'acusació la va portar el fiscal general de la República, Marcelino Valentín Gamazo, que va qualificar el presumpte delicte comès per Largo Caballero, d'acord amb la Fiscalia del Suprem, de rebel·lió militar i pel qual va demanar trenta anys de reclusió major i penes accessòries. Per la seva banda Jiménez de Asúa va demanar l'absolució del seu defensat. El procés va tenir un ampli seguiment en tota la premsa. El 30 de novembre es va conèixer la sentència que va absoldre Largo Caballero de tots els càrrecs per falta de proves i va sortir de la presó pocs dies després.
Partidari de l'aliança entre els diversos sindicats i partits obrers va advocar per un pacte amb el Partit Comunista i amb el sindicat anarquista CNT, la qual cosa va provocar el seu enfrontament amb altres líders socialistes, especialment amb Indalecio Prieto. La postura revolucionària de Largo Caballero li va valer l'àlies d'«el Lenin espanyol».
Va participar activament en la campanya de les eleccions de febrer de 1936 defensant la candidatura del Front Popular. En un míting celebrat a Linares el 20 de gener de 1936 va dir:
| « | La classe obrera ha d'ensenyorir-se del Poder polític, convençuda que la democràcia és incompatible amb el socialisme, i com el que té el poder no ha de lliurar-lo voluntàriament, per això cal anar a la revolució | » |

## La Guerra Civil (1936-1939): president del govern de la República

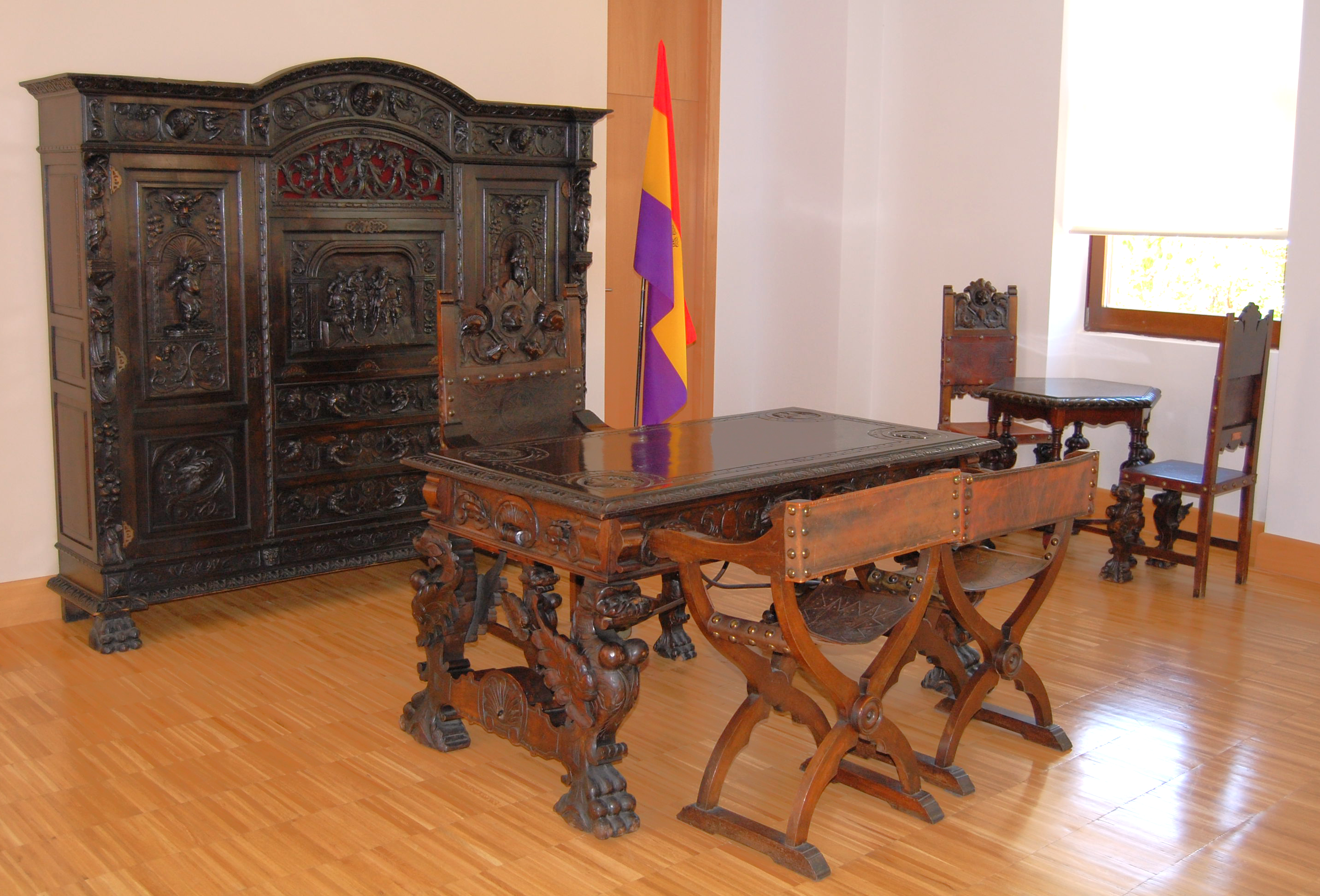
Despatx de Francisco Largo Caballero, conservat en els Arxius de el Moviment Obrer a Alcalá de Henares.

En esclatar la Guerra Civil espanyola el 18 de juliol de 1936, Largo assumeix el protagonisme entre els líders del PSOE i lluita per mantenir la cohesió dins del moviment socialista. Convençut que la unitat de criteris dins dels partits d'esquerra era fonamental per detenir als revoltats franquistes, Largo Caballero tracta d'evitar dissensions dins del bàndol republicà i busca la col·laboració del PSOE amb el PCE i el POUM, tractant en va que tots dos grups eliminessin les seves diferències.
Després de l'ensulsiada del govern Giral, el 4 de setembre de 1936, ja en plena Guerra Civil, Largo va ser designat cap del govern, sent el primer obrer que va exercir aquesta magistratura a Espanya. Es va reservar, a més l'essencial Ministeri de la Guerra, reconstruint en part l'Estat, tot integrant les milícies obreres socialistes, comunistes i anarquistes en les brigades mixtes.
Largo Caballero tracta d'eliminar el voluntarisme i discrecionalitat de les milícies de seguida que assumeix el comandament governamental, i compta per a això com a instrument, al principi, amb el suport de la Unió Soviètica i del PCE estalinista. La seva gran preocupació, a part del curs de la contesa, és intentar mantenir la disciplina en l'recentment organitzat exèrcit i sostenir l'autoritat del govern central dins de la zona republicana a qualsevol preu, jutjant que sense unes tropes disciplinades i militaritzades seria impossible per a la República derrotar el bàndol nacional.

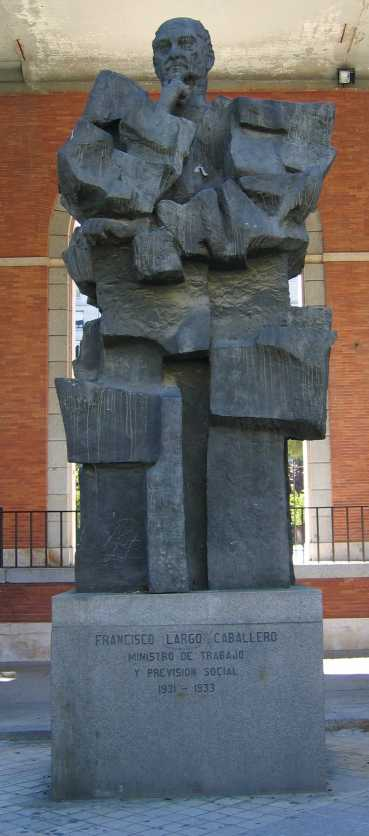
Monument a Largo Caballero a Nuevos Ministerios de Madrid, obra de l'escultor Pepe Noja. «Noja va tenir una sensible, lluminosa, percepció d'aquesta força interna primigènia, que sembla sorgir d'una roca, esculpida en ella a cop de cisell la punta del qual s'hagués afilat en la pedra abrasiva de múltiples i traumàtiques experiències. De la roca fa sorgir Noja un poderós cap a la qual segueix una mà; ambdues conflueixen, però no se separen dels durs talls en els quals arrelen. La roca, el bronze en aquest cas, s'humanitza després, sense perdre del tot la rudesa de la seva originària geologia. Largo Caballero va ser la roca de la inflexibilitat i la constància, justament humanitzada a cop de fracassos i escassament confortada amb certes victòries. I és que, al final, la pedra va ser esquarterada, però ningú va poder realment destruir-la; va seguir alçada en una visible solitud enmig del baluern» (Julio Aróstegui).

No obstant això, Largo Caballero comença a mostrar descontent pels esforços del PCE d'imposar militants comunistes en llocs claus de l'administració, i rebutja pressions dels assessors militars soviètics perquè s'acceptessin les demandes del PCE, la qual cosa fa que el govern de l'URSS comenci a desaprovar l'autoritat de Largo. Així mateix, sorgeix el descontentament a la zona republicana per la caiguda de Màlaga en poder dels franquistes (febrer de 1937), i els èxits de l'ofensiva dels nacionals a Biscaia (abril de 1937), fracassos explotats pels adversaris de Largo: el PCE i l'ala del PSOE lleial al seu rival Indalecio Prieto.
Els fets de maig de 1937, desencadenats a Barcelona en intentar prendre la policia l'edifici de la Telefònica, sota control de la CNT, produeixen un enfrontament entre el PSUC, d'una banda, i la CNT i el POUM, per una altra. Largo Caballero es nega a signar la il·legalització del POUM enfront de pressions soviètiques. Les derrotes bèl·liques i el rebuig de Largo a perseguir el POUM, són utilitzats pels socialistes lleials a Indalecio Prieto, els comunistes del PCE, i els republicans d'esquerres amb el ple consentiment de Manuel Azaña com a pretext per provocar una crisi governamental i forçar la dimissió de Largo, qui serà substituït al capdavant del govern pel doctor Juan Negrín, també socialista. La resta de la guerra Largo Caballero protestarà per l'augment de la influència comunista al govern republicà, però es veu impotent per impedir-ho en quedar relegat de tota autoritat, fins i tot dins del PSOE, per la qual cosa es va negar a assistir a les sessions de Corts que es van celebrar a la seva caiguda, durant el govern del seu company Juan Negrín.

## L'exili (1939-46): de París al camp nazi de Sachsenhausen
Pocs dies abans de l'entrada de les tropes franquistes a Barcelona, Largo Caballero acompanyat de la seva família abandona el pis de l'Avinguda Diagonal on havia viscut des de finals de 1938 per dirigir-se a la frontera francesa, que creua el 29 de gener de 1939 juntament amb el seu col·laborador i amic, el també socialista Luis Araquistáin.
Poc després s'instal·lava juntament amb les seves tres filles i la seva concunyada «la senyora María» –els seus dos fills homes estaven presos en la zona nacional– en un petit apartament del carrer Passy de París. Allí va aconseguir subsistir gràcies a l'ajuda de la Federació Sindical Internacional, d'alguns amics de països europeus i americans, i d'amics espanyols també exiliats, especialment Rodolfo Llopis.
Durant els quinze mesos que va residir a París es va abstenir de fer política activa entre els socialistes exiliats pel que no va intervenir en la feroç disputa que va enfrontar als «negrinistes» encapçalats pel mateix Negrín i Ramón Lamoneda Fernández i als «antinegrinistes» encapçalats per Indalecio Prieto, ja que estava enfrontat a tots dos caps per igual. Una actitud que no va ser compresa pels seus seguidors «caballeristes» que es van alinear amb Prieto. També va desoir les recomanacions que li van fer aquests perquè marxés a Amèrica –la seva filla Concha ja vivia a Mèxic– o almenys que abandonés París per traslladar-se a Albi, un lloc més segur, on vivia Rodolfo Llopis amb la seva família, sobretot quan al setembre de 1939, un mes abans de complir els setanta anys, va començar la Segona Guerra Mundial. Largo Caballero més endavant va afirmar que la decisió de romandre a França la va prendre perquè «res justificaria el que deixés a Espanya dos fills en poder de l'enemic».
Després de produir-se la invasió de França per l'Alemanya nazi al maig de 1940 Largo Caballero, tement amb raó que seria detingut per la Gestapo i probablement lliurat al general Franco, va sortir de París l'11 de juny, només dos dies abans que les tropes alemanyes entressin a la capital francesa. Cinc dies després, acompanyat de les seves dues filles Carmen i Isabel i la seva concunyada María arribaven a Albi, on residia Rodolfo Llopis, però poc després es va produir la capitulació de França i la formació del règim col·laboracionista de Vichy presidit pel mariscal Petain que va abolir la Tercera República Francesa, per la qual cosa Largo Caballero i la seva família van ser detinguts per la policia i confinats en una residència vigilada en una petita casa de camp a uns trenta quilòmetres d'Albi, per a un mes després traslladar-se a un pis d'una casa del poble de Trebàs, deu quilòmetres més prop d'Albi. El gener de 1941 nou trasllat, aquesta vegada acompanyat únicament de la seva filla menor Carmen –a la seva altra filla Isabel i a la seva concunyada no se'ls va permetre acompanyar-li i es van anar a viure a Albi amb la família de Rodolfo Llopis, que havia estat confinat a Lo Chambon del Chastèl–, al poble de Cròc al fred departament de Cruesa.
Durant els successius confinaments el govern mexicà, a instàncies de l'exili republicà i de Concha Largo –la filla gran de Caballero que ja vivia a Mèxic–, va desplegar una intensa activitat diplomàtica a través del seu ambaixador a França per aconseguir del govern de Vichy un visat que permetés Largo Caballero i a la seva família abandonar el país per residir a Mèxic, però les seves gestions no van tenir èxit. Al mateix temps el govern del general Franco va presentar al maig de 1941 una demanda d'extradició contra Largo Caballero davant el règim de Vichy, per la qual cosa aquest va ser traslladat el 29 d'octubre a la presó de Lo Buçon primer i a la de Llemotges després, on s'anava a celebrar el procés. La petició d'extradició anava signada pel fiscal del Tribunal Suprem d'Espanya Blas Pérez González, que seria nomenat per Franco ministre de la Governació, i s'hi acusava Largo Caballero de presumptes delictes com «la constant propaganda de tots els excessos delictius», «inducció directa i eficaç a la comissió d'innombrables assassinats», consentiment –«podent-ho evitar»– del «funcionament de les anomenades 'txeques'», alentir «la comissió de robatoris i saquejos del producte dels quals, en quantitats crescudes, va participar a França...». Segons l'historiador Julio Aróstegui, autor de Franco: la represión como sistema, «era la manera típica de procedir dels sicaris del règim de Franco, capaços d'al·legar un repugnant conjunt d'acusacions no demostrades i indemostrables que pretenien fer del dirigent un mer delinqüent comú»..
Gràcies a l'ajuda econòmica de l'ambaixada mexicana i de l'exili republicà a Mèxic encapçalat per Indalecio Prieto, de la defensa de Caballero en el judici d'extradició que es va celebrar al novembre de 1941 es va ocupar un prestigiós advocat francès, Maître Moro de Giaffieri. En el mateix procés també es va jutjar la causa d'extradició presentada pel govern franquista contra la dirigent i exministra anarquista Frederica Montseny. En tots dos casos el tribunal de Llemotges va denegar l'extradició. Largo Caballero no va tornar a Cròc sinó que va ser confinat en un hotel balneari habilitat com a presó a Vals, departament d'Ardecha, en aplicar-se-li un decret relatiu a «els individus perillosos per a la Defensa Nacional i la Seguretat de l'Estat», i d'allí va passar al febrer de 1942 a un hotel habilitat com a centre de confinament a Niom, departament de la Droma, on es va poder reunir amb la seva filla Carmen i la seva concunyada María –la seva segona filla Isabel va marxar a Mèxic–.

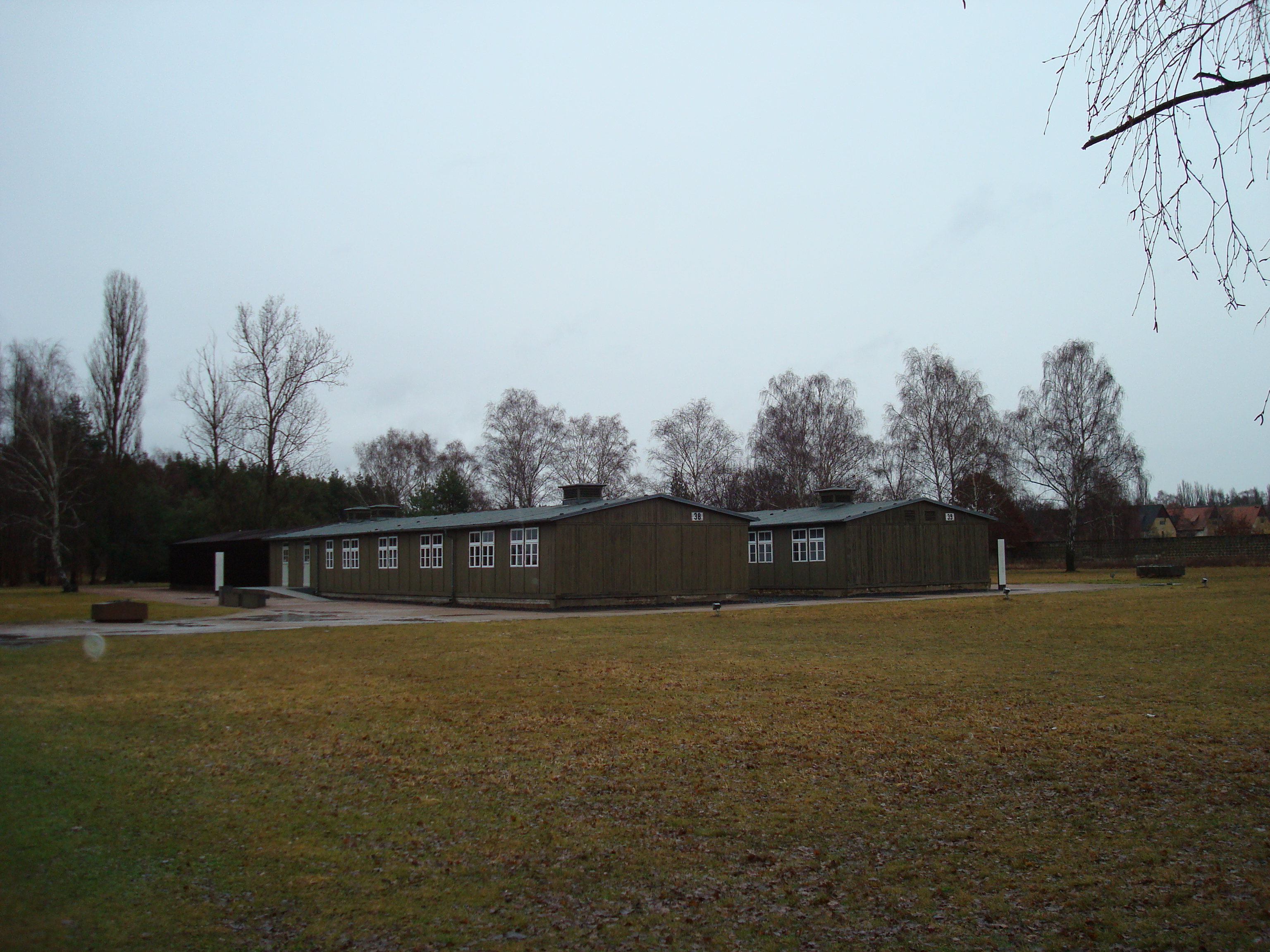
Barracons del camp de concentració nazi de Sachsenhausen.

Va estar confinat a Noyons un any fins que el 20 febrer de 1943, tres mesos després que els nazis ocupessin també la França de Vichy, va ser detingut per la Gestapo. Largo Caballero, de setanta-dos anys, es va resistir a l'arrest cridant «Tuez moi!, Tuez moi tout de suite, ce sera plus vite fait!» ('¡Mateu-me! Mateu-me ja, serà més ràpid!'). Va ser conduït primer a la caserna general de la Gestapo a Lió, on va ser interrogat gairebé amb tota seguretat per Klaus Barbie, i després a la caserna general de la Gestapo a París on va ser sotmès a nous interrogatoris durant els cinc mesos que va estar allí. El juliol de 1943 va ser enviat a Berlín, on també va ser interrogat per la Gestapo, i el 31 de juliol va ser enviat al camp de concentració nazi de Sachsenhausen, a la província d'Oranienburg, al nord de Berlín. «Donada l'edat del presoner, se'l va tenir confinat en la infermeria del camp; això li va estalviar alguns sofriments addicionals, però no va millorar la seva alimentació ni li va lliurar de presenciar els horrors habituals, segons ell mateix relataria després».
Va romandre en el camp de Sachsenhausen gairebé dos anys, fins que el 24 d'abril de 1945, una setmana abans que acabés la Segona Guerra Mundial, una unitat polonesa de l'Exèrcit Roig va alliberar el camp. Largo Caballero va ser allotjat a Berlín on va estar gairebé quatre mesos durant els quals «els soviètics van bolcar sobre ell tal cúmul d'atencions que el fet no deixaria de produir-li una certa sorpresa» –fins i tot va ser convidat a visitar Moscou, oferta que va declinar–, al mateix temps que se celebrava molt prop de la capital alemanya la Conferència de Potsdam on els vencedors en la guerra també van tractar la política a seguir amb el règim de Franco. Finalment el 15 de setembre de 1945 es va posar a la seva disposició un avió que li va portar a París, on va quedar allotjat provisionalment en la residència del seu vell amic i correligionari José Calviño Ozores.
A diferència del silenci que va mantenir durant els primers mesos d'exili, després de la seva tornada a París després del seu internament en el camp de Sachenhausen va participar activament al debat que es vivia en aquells moments en l'exili republicà sobre l'estratègia que calia seguir per posar fi al règim franquista, una vegada que els seus dos aliats, la Itàlia feixista i l'Alemanya nazi, havien estat derrotats. Sense que ho haguessin discutit prèviament, Largo Caballero va coincidir amb la proposta d'Indalecio Prieto que restaurar la República era impossible i que l'objectiu havia de ser crear les condicions perquè el poble espanyol pogués expressar-se lliurement en un plebiscit. Tanmateix, aquesta iniciativa només va poder intentar portar-la a la pràctica Indalecio Prieto, perquè a la fi de gener de 1946 Largo Caballero va emmalaltir greument de la malaltia renal que patia. El 4 de febrer va sofrir un còlic nefrític del que ja no es refaria. El 9 va ingressar en una clínica on se li va extirpar el ronyó dret i cinc dies després se li va amputar la cama esquerra perquè estava gangrenada. Va seguir ingressat en la mateixa clínica on va aguantar mes i mig més. Va morir el dissabte 23 de març de 1946. Al costat del seu llit estava la seva filla petita Carmen, de vint anys, que sempre li havia acompanyat durant tot el seu exili, i Enrique de Francisco, president del PSOE arribat expressament des de Mèxic. Poc després va arribar Rodolfo Llopis..

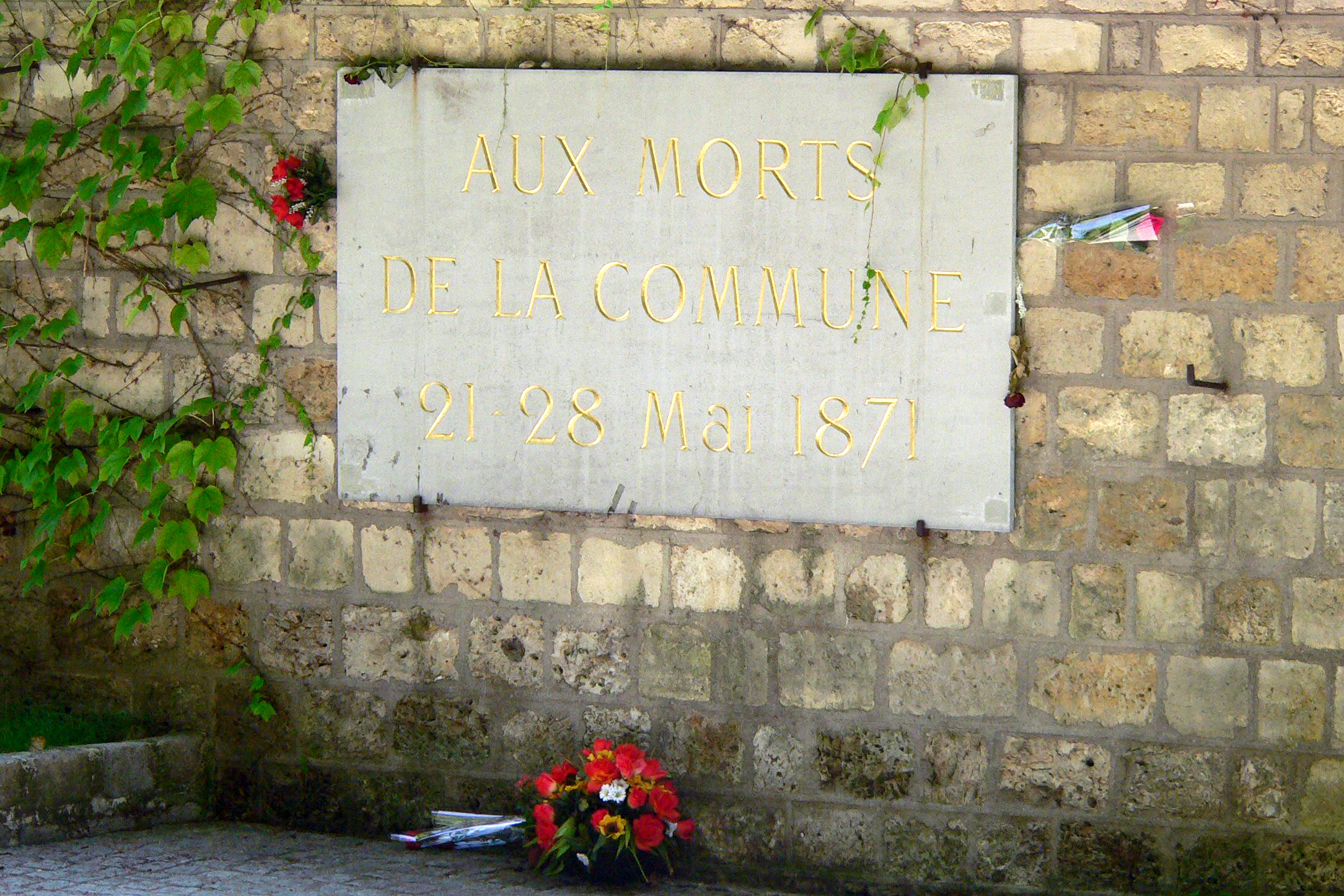
Placa d'homenatge als morts de la Comuna de París, en el Mur dels Federats del cementiri de Père Lachaise de París, al peu del qual fou enterrat el cadàver de Largo Caballero).

El cadàver va ser traslladat a la seu de la SFIO a París on va estar exposat durant tres dies. «El 27 de març va ser enterrat, enmig d'una gran manifestació d'assistents al sepeli [més de 20.000 persones], representació d'innombrables associacions polítiques i obreres amb carruatges, banderes i pancartes, amb visible pompa, de la qual hi ha una extensa memòria fotogràfica i en la qual no va faltar cap representació. No van estar exemptes de boato; ho van tenir més que les dedicades a qualsevol altre dirigent espanyol en l'exili...». En el sepeli van estar presents els dirigents socialistes del vell «caballerisme», directius del socialisme francès i de la UGT, un representant del govern de França, i molts polítics espanyols exiliats, encapçalats pel govern republicà en ple presidit per José Giral. Allí es van trobar, entre d'altres, Miguel Maura Gamazo, Dolores Ibárruri, Juan Negrín i membres de la CNT. Les seves restes van ser dipositades al cementiri de Père Lachaise, al peu del Mur dels Federats dedicat als màrtirs de La Comuna. Amb l'arribada de la democràcia a Espanya les seves restes mortals van ser traslladades a Madrid el 1978, on es va celebrar un funeral en la seva memòria al que van acudir 500 000 persones convocades per les organitzacions socialistes (PSOE, UGT i JSE). Aquest mateix any la UGT va crear la Fundació que porta el seu nom.
El dia de la seva defunció, dissabte 23 de març de 1946, va aparèixer a El Socialista, editat llavors a Tolosa de Llenguadoc, un article necrològic signat per Rodolfo Llopis i titulat «Encluses, soneu/emmudiu, campanes!», recollint l'estrofa de l'elegia a Francisco Giner d'Antonio Machado, que incloïa la frase, que segons Julio Aróstegui, millor reflecteix la figura de Largo Caballero:
| « | El proletariat espanyol ha perdut a l'home més representatiu de la seva classe | » |